# Mitologia índia

Esvàstica hindú

La mitologia índia es refereix a un ampli cos de la literatura de l'Índia (essencialment la mitologia de l'hinduisme) que detalla les vides i els actes de personatges llegendaris, deïtats i d'encarnacions divines a la Terra.
La denominació de "mitologia hindú" o "de l'Índia" no reflecteix la centralitat de les afiliacions religioses i espirituals dels textos, que persevera en l'actualitat per a la majoria dels hindús. Estan envoltades de llargs discursos religiosos que encara representen la font per a l'ètica i la pràctica hinduista.
Entre els textos més importants hi ha els Purana, dels quals n'existeixen divuit de principals, així com les dues grans epopeies, el Ramayana i el Mahabharata (que inclou el Bhagavad Gita). Aquestes epopeies són escriptures molt religioses; les seves històries serveixen com a paràboles i fonts de devoció per als hindús d'avui dia.